# Мітраєт
Мітраєт (фр. mitraillette [mitʁajɛt], буквально «пістолет-кулемет») — це бельгійський сендвіч, що подається у фритрі (кіосках) та кафе, і популярний серед студентів.
Вважається, що мітраєти почали готувати в Брюсселі, однак він також популярний у Фландрії, Валлонії та французькому Нор-Па-де-Кале, де він також відомий як «америкен» (фр. Américain, в буквальному сенсі «американець»).

## Склад
Звичайний мітраєт складається з:
- Половини багету (або іноді його меншої версії).
- Картоплі фрі
- Смаженого м'яса (ковбас, бургерів, стейку, фрікандел). Тип м'яса зазвичай можна вибрати.
- Будь-якого з соусів, включаючи майонез, кетчуп, андалузький соус, часниковий соус, беарнський соус та інші.

Також часто до складу входять такі крудітес, як терта морква, свіжий салат, нарізаний томат, та іноді сир і капуста.
Спочатку мітраєт складався тільки з ковбас та нарізаного м'яса, проте незабаром з'явилися різні альтернативи.